# Zorilispe acutipennis
Zorilispe acutipennis là một loài bọ cánh cứng trong họ Cerambycidae.